# 南スーダン

南スーダン共和国
Republic of South Sudan

国の標語：Justice, Liberty, Prosperity
（英語: 正義、自由、繁栄）
国歌：South Sudan Oyee!（英語）
南スーダン万歳!

面積は帰属未定のカフィア・キンギ地区とアビエイ地区を除き、イレミ・トライアングルを全て含む。人口はこれらの帰属未定地域を全て含む。帰属未定地域を全て含んだ面積は644,329平方キロメートル。

南スーダン共和国（みなみスーダンきょうわこく、英語: Republic of South Sudan）、通称南スーダンは、東アフリカの国家。首都はジュバ。北はスーダン、東にエチオピア、南東をケニアとウガンダ、南西がコンゴ民主共和国、西は中央アフリカと国境を接する内陸国である。
2011年7月9日、スーダン共和国の南部10州が、アフリカ大陸54番目の国家として分離独立した。2025年現在、国際連合が承認した中で最も新しい独立国である。

## 概要
2011年7月8日までは、スーダン領でありながら南部スーダン自治政府の統治下にあった。これは、2005年1月9日にケニアのナイバシャで結ばれた第二次スーダン内戦の包括的な暫定和平合意により、スーダン政府から自治を認められたためである。現在の南スーダンは黒人キリスト教徒を中心に数十の民族が暮らす多民族国家であり、独立前からムスリムのアラブ系を主流とする北部と対立し、アフリカ大陸最長ともされる内戦につながった。
2011年、分離独立の是非を問う住民投票が実施され、分離独立票が98.83%の圧倒的多数を占めた。新国名は「南スーダン共和国（英: The Republic of South Sudan）」になった。過去には、「アザニア」「ナイル共和国」「クシュ」などの候補が挙がっていたが、「南スーダン」となる可能性が高かったとされた。
2011年7月13日には国連安保理決議1999により国際連合総会に対し国際連合への加盟が勧告され、翌日の総会にて加盟が承認され193番目の加盟国となった。さらに、AU（アフリカ連合）の54番目の加盟国となった。また、イギリス連邦に加盟を申請中である。東アフリカ共同体にもケニアとルワンダの協力で2016年に加盟している。
2014年、非政府組織の平和基金会が発表した「世界でもっとも脆弱な国家ランキング」で、南スーダンは首位となった。2019年のランキングでも3位になっている。

独立とともに南スーダン（赤色）を承認した国（青色）

国際通貨基金（IMF）が公表したデータによると、2018年南スーダンは「世界で最も貧しい国」のトップに選ばれた。
首都ジュバは立地が南部すぎることや、再開発が難しいことを理由に、レイク州南東部のラムシールへの移転計画がある。

## 国名
正式名称は、英語でRepublic of South Sudan。アラビア語ではجنوب السودان（ラテン文字転写 : janūb al-Sūdān; ジャヌュブ・アッ＝スーダーン）。
日本語の表記は、南スーダン共和国。通称、南スーダン。漢字表記は、南蘇丹。
「スーダーン」はアラビア語で「黒い人」を意味する言葉を原義とし、元来は北アフリカのアラブ人たちからみて南に住む黒人の居住地域、すなわち西アフリカから東アフリカに至るまでのサハラ砂漠以南の広い地域を指す地域名称である。
南スーダン独立後、それまで宗主国であったスーダン共和国との違いを明確化させるため、二国間関係を表す際に「南北スーダン」とする表現はメディアなどでよく見られる。

## 歴史
かつて南部の黒人たちは、アラブ系やダルフールおよびバハル・アル・ガザールなどの奴隷商人によって奴隷売買されていた。1821年にスーダンの北部はエジプトが、南部は1877年にイギリスが占領した。1898年にイギリスとエジプトによる共同統治（英埃領スーダン）が始まった。南部を支配していたイギリスはその南部のウガンダとの統合を望んだが、1947年のジュバ会議での合意により南北スーダンの統合が決められた。

### 建国前

#### 第一次スーダン内戦
1955年に南部で反乱が起き、第一次スーダン内戦（1955年 - 1972年）が起きた。1956年にスーダン共和国として北部と南部が統一して独立したが、北部の政治的・経済的支配に南部の住民は不満を抱いていた。1972年にアディス・アベバ合意により南部に制限つき自治権が与えられ、将来の南部の分離独立を問う住民投票も認められ、南北の内戦は一時終結した。
1974年にシェブロンが油田を発見し、その多くが南部に分布していた。

#### 第二次スーダン内戦

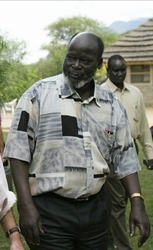
スーダン人民解放軍を率いたジョン・ガラン

民族イスラム戦線の圧力も受け、1983年にモハメド・アン＝ヌメイリ政権は南部の自治権や将来の分離独立の住民投票を取り止め、イスラム法シャリーアを導入してイスラム勢力の取り込みを図り、また石油資源の独占を図り、南部の3つの州をそれぞれ分割した。そのため、キリスト教徒も多い南部などで反乱が起こり、南部最大の民族であるディンカ人出身のジョン・ガラン大佐を中心としたスーダン人民解放軍/運動（SPLA/M）が北部の政権に対して反乱を起こし、第二次スーダン内戦（1983年 - 2005年）が起きた。政権が交替しても内戦が収まることはなく、1989年にオマル・アル＝バシールが政権を握ると、イスラムを支持母体とする政権に反対する政治勢力を抑圧し、SPLAをはじめとする南部の反政府組織に対する戦争を拡大していった。

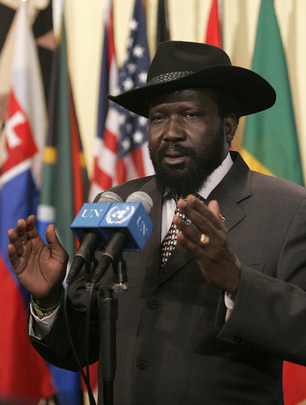
初代大統領に選出されたサルバ・キール・マヤルディ

この内戦により、約250万人の南部住人が殺され、数百万人が居住地を追われた。中でも、突然の襲撃で村から逃げ出したスーダンのロストボーイズと呼ばれる孤児となった約2万人の子どもたちが、SPLAの保護下、ケニアやエチオピアの難民キャンプまでサバイバルの旅をしたことは、本や映画にもなりアメリカではよく知られている。
南部での内戦は激化していったが、2002年にケニアで南北の和平交渉が成立し、2005年1月9日には南北包括和平合意（CPA）が署名された。南部は行政上の自治を6年間与えられ、そして北部で適用されているイスラム法シャリーアも南部で適用しないこととなった。さらに2011年1月には、スーダンの一部として北部と統一するのか分離独立するのかを決める住民投票も南部で行うこととなった。

#### LRA掃討作戦
ウガンダとコンゴ民主共和国軍による神の抵抗軍掃討作戦ガランバ攻勢（2008年12月14日 - 2009年3月15日）に南スーダン自治政府が協力する部隊を派遣した。

#### 住民投票
2010年1月20日、スーダンのバシール大統領は、南部スーダンの大統領サルバ・キール・マヤルディも出席したヤンビオで開催の南北の内戦終結5周年を祝う式典にて、「住民が選択（分離独立を）した場合にはスーダン政府は南部の独立を承認する」と発言した。
南部の住民は独立志向が強く、2011年1月の住民投票では予想されたとおり分離独立を選択した。しかし、南部の石油の利権や、ディンカ人のンゴック氏族の先住地アビエイの帰属も問われることとなった。

### 独立
2011年7月9日に、アメリカ合衆国からの後押しもあり、スーダンから分離独立した。新政府は、スーダン人民解放軍/運動（SPLA/M）が中心となっている。

### 南北スーダン国境紛争（2011年）
2011年11月3日、北スーダンの青ナイル州クルムクで、「スーダン人民解放運動・北」（SPLM・N） の拠点がスーダン政府軍に攻撃された。同州での武力紛争は同年9月から続いており、約2万8700人の難民がエチオピアに脱出した（国連難民高等弁務官事務所（UNHCR）による）。SPLM・Nは11月2日、北スーダンの南コルドファン州タロディ周辺で、政府軍と激しい戦闘が続いていることを明らかにした。13日には、英国の援助団体オックスファムのスタッフが上ナイル州から撤退した。

### 南北スーダン国境紛争（2012年）
スーダンとの国境紛争が激化。2012年4月、南スーダン軍がスーダンのコルドファンにあるヘグリグ油田を占拠し、4月12日には、スーダン軍が南スーダンの都市を空爆し、死傷者が発生するなどしている。国際連合安全保障理事会は、全面的な戦争に発展するおそれがあることから、両国に即時停戦を強く求めた。2012年4月16日、スーダン国民会議は南スーダンを敵とみなす決議を採択。2012年4月18日には、スーダンのオマル・アル＝バシール大統領が、南スーダンを同国与党のスーダン人民解放運動から解放すると宣言している。

### 南スーダンクーデター未遂事件（2013年）
2013年12月14日、同年7月に解任されたマチャル副大統領派によるクーデター未遂事件が発生するも失敗に終わったとされたが、その後もマチャル派・大統領派間の戦闘は継続し、翌年1月に両派間で停戦合意が結ばれたものの戦闘は収まらず、その影響で避難民が100万人以上にのぼる事態となった。
2014年12月時点でも戦闘は収まっておらず、国連によるとその影響による避難民は190万以上にのぼっている。米国のシンクタンク平和基金会が発表している失敗国家ランキングでは、2014年、2015年の2年連続で1位となった。2008年から2013年まではソマリアが6年連続で1位であったが、この2年間は2位となっており、南スーダンが取って代わる形となった。
2015年8月の調停までに5万人が死亡、避難民は230万人以上と推定されている。

### 暫定政府の発足 内戦危機の再来（2015年 - 現在）

2016年4月時点の軍事情勢。赤は政府軍、緑は反政府軍、青斜線はスーダン軍が優勢な地域。

この事態を受け、政府間開発機構が仲介に入り和平協議が続けられた結果、2015年8月、政府間開発機構による調停のもと、対立していたキール大統領派とマチャル派が調停案を受け入れ、紛争解決に関する合意文書へ署名を行った。
2016年4月26日、合意文章に基づき、マチャル前副大統領が第一副大統領に就任。29日、国民統一暫定政府が設立された。しかし、合意後も両陣営から協定の細部への不満に加え、内戦中の戦争犯罪の特別法廷の設置や州の再編案などで対立は続き、内戦により疲弊しきった経済はインフレ率295%のハイパーインフレーションを引き起こした。
2016年7月、首都ジュバでは両陣営による銃撃戦が断続的に続くなど内戦再燃の危機が高まり、現地で支援活動を行う日本を含めた欧米各国は国外退避を決定している。同月の戦闘では、ジュバ住民などに270名ほどの犠牲者が出たが、国連加盟国との交戦を避けるためPKO部隊による住民の保護がされず、国連施設の前で南スーダン国軍による強姦行為が繰り広げられるような有様であったとされ、PKOのあり方について国際世論から批判を受けた。これを受け潘基文国連事務総長は、ケニア出身の司令官や、国際連合南スーダン派遣団の国連事務総長特別代表を解任したが、ケニアはこの対応に反発し、PKOから部隊を撤退させる事態となった。7月23日にはマチャルが第一副大統領を解任され、和平プロセスは事実上崩壊した。
2017年になっても国内の混乱は収まらず、国内の当事者らがそれぞれ高圧的な軍事行動を展開した。政府軍の破壊行為が止まらない一方、反政府側のスーダン人民解放軍や民兵集団が台頭し、組織の分裂や支配地域が広がる状況にある。政府軍は、南部のエクアトリア地方一帯などで反攻を続けているが、一方でエクアトリア出身の元政府軍副参謀総長が反政府組織を立ち上げるなどの混乱が続いた。
この状況を受け、再び政府間開発機構が諸勢力を集めて調停に入り、2017年12月、敵対行為停止で合意。さらに2018年6月27日、恒久的停戦で合意した。2018年8月5日にスーダンにて3か月以内に3年を期限とする移行政府を樹立することが合意された。2020年2月22日には暫定政権が発足し、3年以内に総選挙が実施されるはずであったが、軍事組織の統一などを含む合意内容のほとんどは履行されず、2022年8月には暫定統治期間を2年間延長し、総選挙実施は2024年12月まで持ち越されたが、2023年11月時点でもインフラ整備の遅れや有権者の把握が進んでいないため、実施が難しい状況となっている。
石油資源は豊かであるものの、度重なる内戦で開発は進まず、経済は崩壊状態で、人口1100万人のうち720万人が食料不足で（国連推計）、390万人が国内および近隣諸国で避難生活を送っている。サルバ・キール・マヤルディ大統領は、2021年7月9日の独立10年演説で国民に対して「戦争に戻さないことを約束し、『失われた10年を取り戻す』」と述べたが、彼が支持基盤とするディンカ人と、マチャルが属するヌエル人の相互憎悪も国家再建の妨げになっている。また、「援助疲れ」に陥った隣国のケニアやウガンダも、難民キャンプの閉鎖や食料確保での自立を促している。

## 政治
大統領を国家元首とする。大統領は独立以来、サルバ・キール・マヤルディが一貫して務めている。
南スーダンの立法機関は、国民議会ならびに国家立法議会と州評議会で構成されている。国民議会の定数は170議席で、ほとんどの議席をスーダン人民解放運動が独占している。主な政党はスーダン人民解放運動（SPLM）で、ジョン・ガランが結成した。
独立後に選挙を行っていないため、日本の協力で選挙制度の構築を急いでいる。2024年9月13日現在、議会選挙と大統領選挙は2026年12月22日に予定されている。

## 外交と軍事

### 国連
政情が不安定なため、国際連合平和維持活動として国際連合南スーダン派遣団が派遣されている。医療や教育、インフラ整備や農業など、その支援分野は多岐にわたる。

### 中国
スーダンの最大の支援国で、国際連合アフリカ連合ダルフール派遣団にも中国人民解放軍を参加させている中華人民共和国は、南スーダンでも積極的に国連平和維持部隊を派兵してインフラ整備に携わり、油田権益を得ている。

### 日本
2013年5月31日、日本の安倍晋三首相とサルバ・キール・マヤルディ大統領の会談で、南スーダンに日本大使館を設置することが決定した。同年7月1日、首都のジュバに駐南スーダン日本国大使館が開設。赤松武が参事官に就任し、同年10月11日に特命全権大使に昇格した。
政府開発援助の他、2024年に予定されている総選挙では国際協力機構の協力により、選挙管理委員会が日本で研修を受けている。

## 地方行政区分

2020年以降の南スーダンの行政区画

10州と3つの行政区域（2つの行政区と1つの特別行政区）に区分される。独立当初は10州であったが、2015年に28州、2017年に32州へと増加した。しかし、2020年の暫定統一政府発足に伴い、独立当初の州へ戻された。ただし、新設された行政区域に関しては論争がある。いずれも各行政区画は歴史的に3つの地方に大別される。州は郡に細分化される。
独立後のアビエイ地域の帰属問題や、ケニアやエチオピアも領有を主張しているイレミ・トライアングル地域の帰属問題がある。独立後もスーダン共和国が南ダルフール州の一部として実効支配しているカフィア・キンギ地域は、1960年に西バハル・アル・ガザール州から南ダルフール州に移管されたため、1956年の境界線を南北国境とする南北包括和平合意（CPA）によれば南スーダンに移譲されるべき地域であるが、2011年時点では最終的な帰属は未定である。

### 主要都市
首都となるのはジュバで、他にルンベク（南部スーダン自治政府時代の首都）、ワーウ、アウェルなどの都市が人口10万人を超える。ジュバが南方すぎることと再開発が難しいことから、首都を中央部のレイク州ラムシールに移す予定である。

## 地理

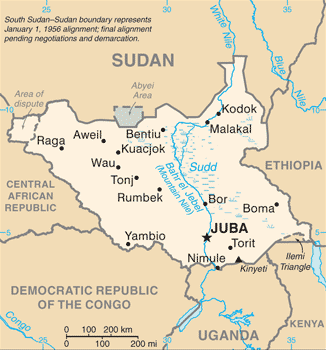
南スーダンの地図

内陸国で、北にスーダンがあり、東はエチオピア、南はケニア・ウガンダ・コンゴ民主共和国、西は中央アフリカと国境を接する。北西はスーダン・ダルフール地域。スーダンとの国境線は長さ1,937キロメートルに達し、エチオピアとの国境線がそれに次いで883キロメートルである。最高地点は南部のイマトング山地にあるキヌエティ山（標高3,187メートル）である。
ウガンダからスーダンへ南北に白ナイル川（バハル・アル＝ジャバル川と呼ばれる）が流れ、ジュバの北から国境にかけて大湿地帯のスッドがある。南下するほど雨量が増えていき、熱帯雨林やサバナの地域もあり、世界第二の多様な野生動物の宝庫となっている。白ナイル川は、スッドにて西からのガザル川（ダルフール南部からのアラブ川と、南西部から流れてくるジュル川を合わせている）と、東から流れてくるソバト川に合流する。特にソバト川は雨季の流量が増大するが、スッドは酷暑のまっ平らな低地であり、ここが蒸発皿の役目を果たすため、ここ以北を流れるナイル川は流量が半減する。ここの流量を増やし、北部で利用できる水資源を増やすために、第二次世界大戦直後にエジプトがスッドをショートカットするジョングレイ運河を計画し、1978年にスーダンとともに開削を始めた。しかし、全長360キロメートルのうち240キロメートルを終えた1984年に、蒸発量減による気候の乾燥化の懸念や自然破壊などの理由により工事が中止された。

## 経済

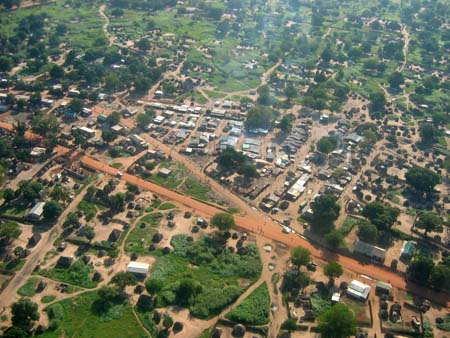
首都ジュバ

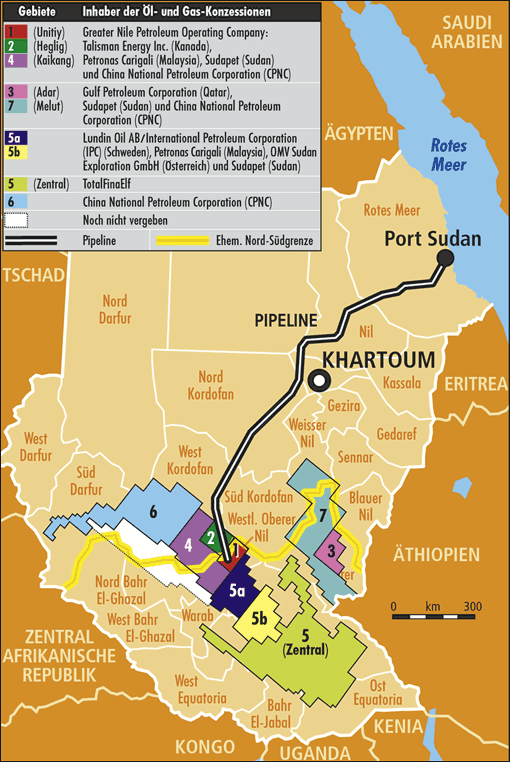
独立前2004年の石油鉱区

経済は独立前の南北内戦により荒廃し、特にインフラの整備が進んでいない。加えて、独立後の政治・部族対立とそれに続く紛争の影響で、IMFの推計によると2017年の南スーダンの国民1人あたりGDP（為替レート）は243ドルであり、190か国中190位で世界最下位となっている。平和基金会が発表する脆弱国家ランキングでは、2014年、2015年、2017年、2018年度で1位。
通貨の最小単位は1SSP（South Sudan Pound）＝約30円であった。2011年10月19日に5、10、25、50ピアストルの各補助紙幣が導入されている。
南北合わせスーダン全体における石油資源の80%が南スーダンに集中するため、石油経済に将来性があるとされているが、スーダンの紅海沿岸ポートスーダンを原油積み出し港としているため、油田地帯から延びるパイプラインや石油精製技術をスーダンに握られ、独立前から原油収入は非常に不利であった。スーダンが南スーダンとの石油の利益配分交渉を有利に進めるため石油製品供給を停止し、深刻な燃料不足に陥れた。2012年現在もスーダンがパイプライン使用料として莫大な金額を要求したため、南スーダンは原油供給を停止し、輸出による外貨獲得に困難が生じている。最盛期日量45万バレルだった原油生産は内戦で6万バレルに減少したが、2015年には25万バレルまで回復している。紅海ではなくケニアを通過し、インド洋から輸出するためのパイプライン計画がある。天然資源としては、他に鉄鉱石、銅、雲母、クローム、タングステン、亜鉛、金、銀、ダイアモンドなども産出する。農産物としては綿花、ピーナッツ、サトウモロコシ、雑穀、アラビアガム、キャッサバ、サトウキビ、マンゴー、パパイア、コムギ、サツマイモなどがある。木材は主要輸出品で、アフリカ最大のチークのプランテーションがある。経済は農業に大きく依存しているが、潜在的電力資源もある。
アメリカと中国などを中心に道路などのインフラや教育面などの援助が行われ、日本は最大部族になるディンカ族以外にも幅広い援助を行っているが、2023年時点でもインフラ整備は進んでいない。

## 交通

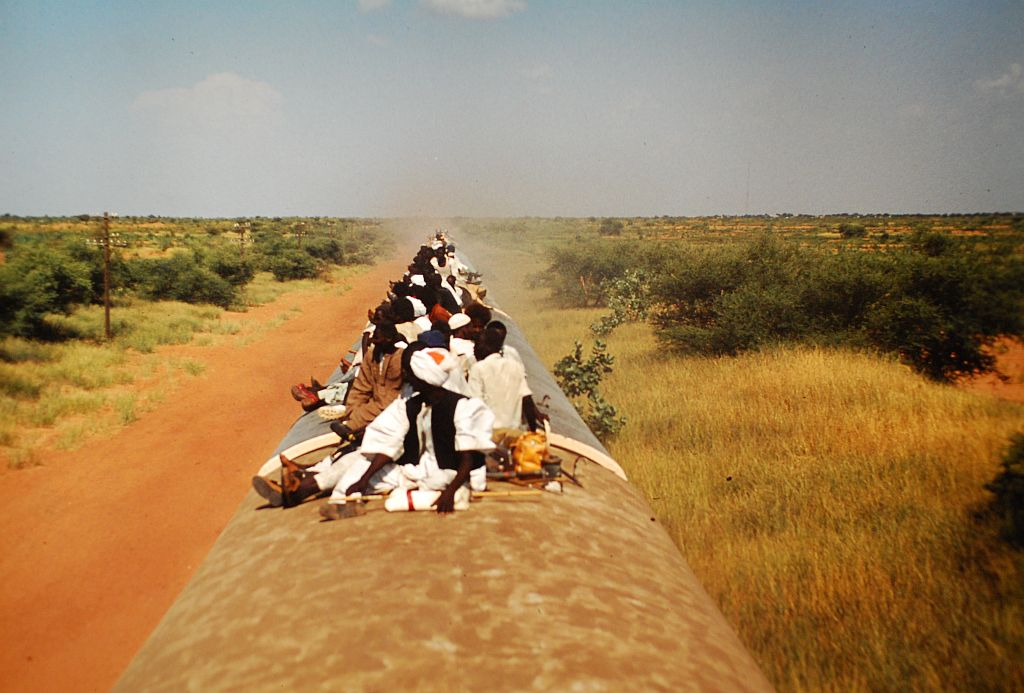
ワーウへ向かう列車

内戦の影響で破壊されたインフラが修復されていないため未整備の道路が多く、経済や選挙など様々な活動に影響を与えている。独立前の状況は、舗装道路は国内で約60キロメートル、ナイル川にかかる橋は2本しかない。
独立後は、2012年にジュバと南スーダン南部の中央エクアトリア州の都市ニムールを結ぶ、192キロメートルに及ぶJuba–Nimule RoadがUSAIDの支援により開通した。また、2015年にはニムールとウガンダの北部地域にあるグルとを結ぶ105キロメートルのGulu–Nimule Roadが開通している。しかし、Juba–Nimule Roadは細く曲がりくねっているため死亡事故が多発しており、開通以降に大規模な修繕などは行われていない。

### 鉄道
スーダン国境からワーウまで248キロメートルのスーダン鉄道が延びているが、1980年代の内戦時に鉄道橋が破壊され運行が停止されたままになっている。路線の規格は、単線で軌間1,067ミリメートルの狭軌であった。
開発中の計画としてはワーウからジュバへの延伸計画がある。また、ウガンダとケニアからジュバまでの鉄道計画もある。

### 空港
空港としてはジュバ空港があり、南スーダンのフィーダー航空（Feeder Airlines）の拠点となっている。ジュバ空港から近隣国の首都へは定期便があり、ほかの地方に国内線もいくつかある。しかし、空港も滑走路の未整備など問題が多い。国営航空会社設立の計画がある。2012年の時点で、ジュバ空港には大型機の離着陸ができないため、建設用の重機は近隣国から陸路で運ばれるが、前述のように道路の整備が進んでいないため工事が進んでいない。

## 国民

### 人口
2023年時点で国民の3分の1が避難していることや、定住しない遊牧民も多くいるため、正確な人口は把握できていないとされる。

### 民族

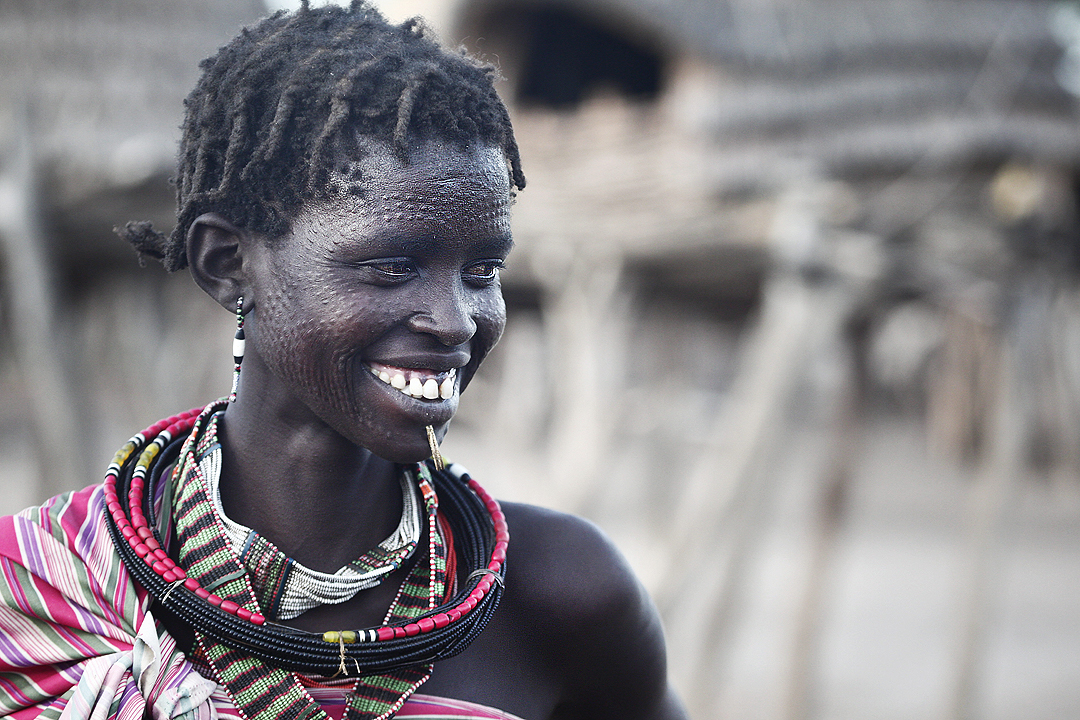
スカリフィケーションを施した南スーダンの女性

民族構成はディンカ人が最も多く、約100万人。ほかにもヌエル人やシルック人などのナイル系の民族がいる。西部はアザンデ人とジュチャル人、南部からウガンダにアチョリ人やロツフ人がいる。南スーダンは、ナイル系の民族が国家の主流派を占める初の独立国家である。
イスラームを信仰する民族はカリギ人Kaligi（1万7000人）、インドリ人Indri（1,300人）、バンダトグボ人Banda Togbo（2,300人）以上アダマワ・ウバンギ語族、アジャ人Aja（300人）、ドンゴトノ人Dongotono（1,100人）以上シャリ・ナイル語族、ンジャルグルグレ人Njalgulugule（2,200人）マバ語族など、極めて少数の民族である。
各民族は敵対関係にあるものも多く、特に東部のジョングレイ州では複数の民族が土地をめぐって武力衝突を起こしている。スーダンの内戦時に流出した武器が出まわっており、多数の死者、負傷者、難民が発生している。

### 言語
イギリス統治時代の影響で英語が公用語であり、教育や北部との取引などで幅広く使われている。ナイル系が多数派であり、母語としてはディンカ語、ヌエル語、シルック語が主な言語である。共通語として、ピジン言語であるジュバ・アラビア語がジュバ周辺で話されている。

### 宗教
人口の6割はカトリック、聖公会、コプト正教会といったキリスト教徒であり、32.9%がアニミズムの伝統宗教（大地の神クウォス、クモの姿をしたトリックスター「トゥール Tule」）を信仰し、6.2%がイスラム教を信仰している。
北部スーダンでイスラームを信仰するアラブ人が多数を占めているのとは対照的である。この信仰の違いは、南スーダンの独立運動が過激化した理由の一つでもある。南スーダンは周辺諸国と比較しても、例外的にムスリム（イスラム教徒）の人口比率が極めて低い。

### 教育
内戦により教育が長期間停止していたため、識字率の低さが問題となっている。

### 保健
内戦や貧困により2023年時点で平均寿命は56歳とされ、高齢者は珍しい。日本の政府開発援助により医療人材の育成支援が行われている。

## 治安
2020年2月22日の暫定政府成立後、インフレなどに伴う経済の悪化から、外国人を標的とした武装強盗事案や車両強奪襲撃事案等が引き続き発生している。過去には英国籍のNGO職員宿舎に武装強盗団が侵入し、職員を殺害する事件も発生しており、こういった内容の事案は首都であるジュバ市に滞在する上で大きな脅威となっている。加えて、各地で衝突ならび殺傷事案が多数発生しており、一般市民にも被害が出ているなど、事態は深刻さを極めている。
現在、多くの国際機関やNGOなどは「夜間の外出禁止」といった活動制限を設けており、同国における治安情勢は予断を許さない状況となっている。

## 文化

### 食文化
南スーダンの料理は、アラブ料理からの影響を受けている面が強い。

### 祝祭日
| 日付     | 日本語表記               | 英語表記            |
| -------- | ------------------------ | ------------------- |
| 1月1日   | 独立記念日               | Independence Day    |
| 1月9日   | 和平合意記念日           | Peace Agreement Day |
| 5月16日  | スーダン人民解放軍記念日 | SPLA Day            |
| 7月30日  | 殉教者の日               | Martyrs Day         |
| 12月25日 | クリスマス               | Christmas Day       |
| 12月26日 | ボクシング・デー         | Boxing Day          |

### スポーツ
南スーダンは2012年ロンドン五輪に、ディンカ族出身で第二次スーダン内戦の元難民であり、アメリカ在住のグオル・マリアルが独立参加選手団として出場した。2015年には国内オリンピック委員会が承認され、2016年リオ五輪に南スーダン選手団として初めて参加を果たした。また、バスケットボールが最も人気のスポーツとなっており、南スーダン代表はアフリカ選手権に2021年大会で初出場を果たし、ベスト8の成績を収めている。
サッカー
南スーダンでも他のアフリカ諸国同様にサッカーも盛んであり、2011年にサッカーリーグの南スーダンサッカー選手権が創設された。南スーダンサッカー協会によって構成されるサッカー南スーダン代表は、FIFAワールドカップおよびアフリカネイションズカップへの出場経験はない。

## 著名な出身者
- ヤバ・アンゲローシ（英語版） - 歌手
- エマニュエル・ジャル（英語版） - ラッパー
- ロペス・ロモング（英語版） - 陸上競技選手
- グオル・マリアル - 陸上競技選手
- マヌート・ボル - バスケットボール選手
- ルオル・デン - バスケットボール選手
- デイビッド・ニュオル・ヴィンセント - 平和活動家